# Corycaeus lautus
Corycaeus lautus är en kräftdjursart som beskrevs av James Dwight Dana 1849. Corycaeus lautus ingår i släktet Corycaeus och familjen Corycaeidae. Inga underarter finns listade i Catalogue of Life.